# Montana (Bulgarien)

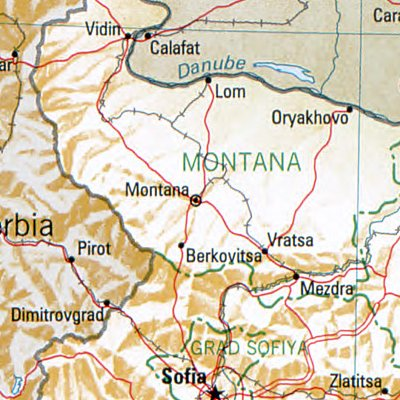
Montana – Bulgarien – Nachbarorte: Berkowiza, Wraza, Mesdra, Sofia, Slatiza, Orjachowo, Lom, Widin, Calafat, Pirot, Dimitrovgrad

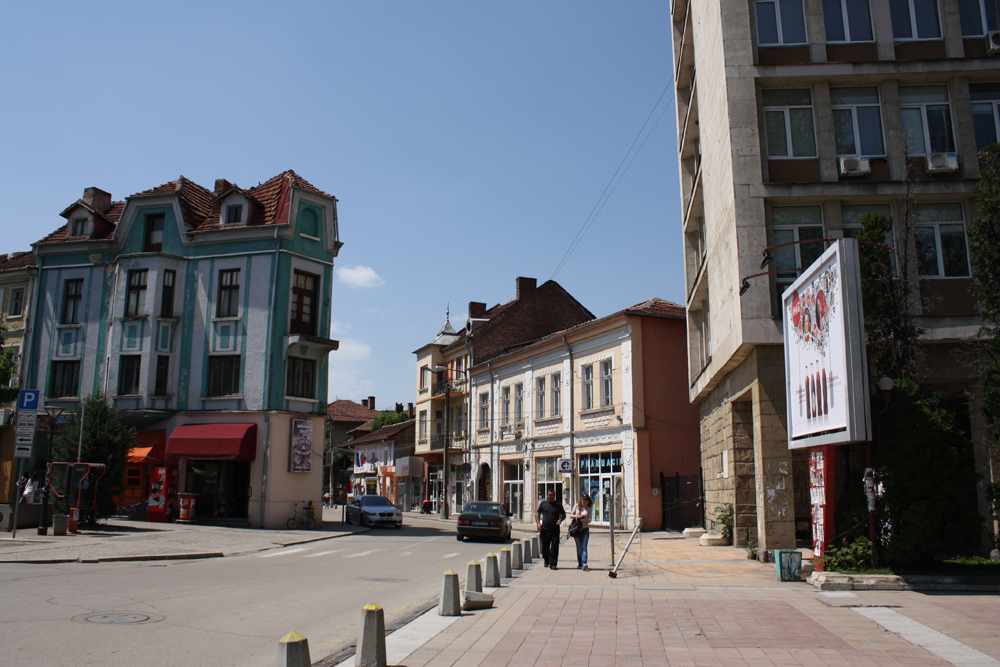
Stadtzentrum

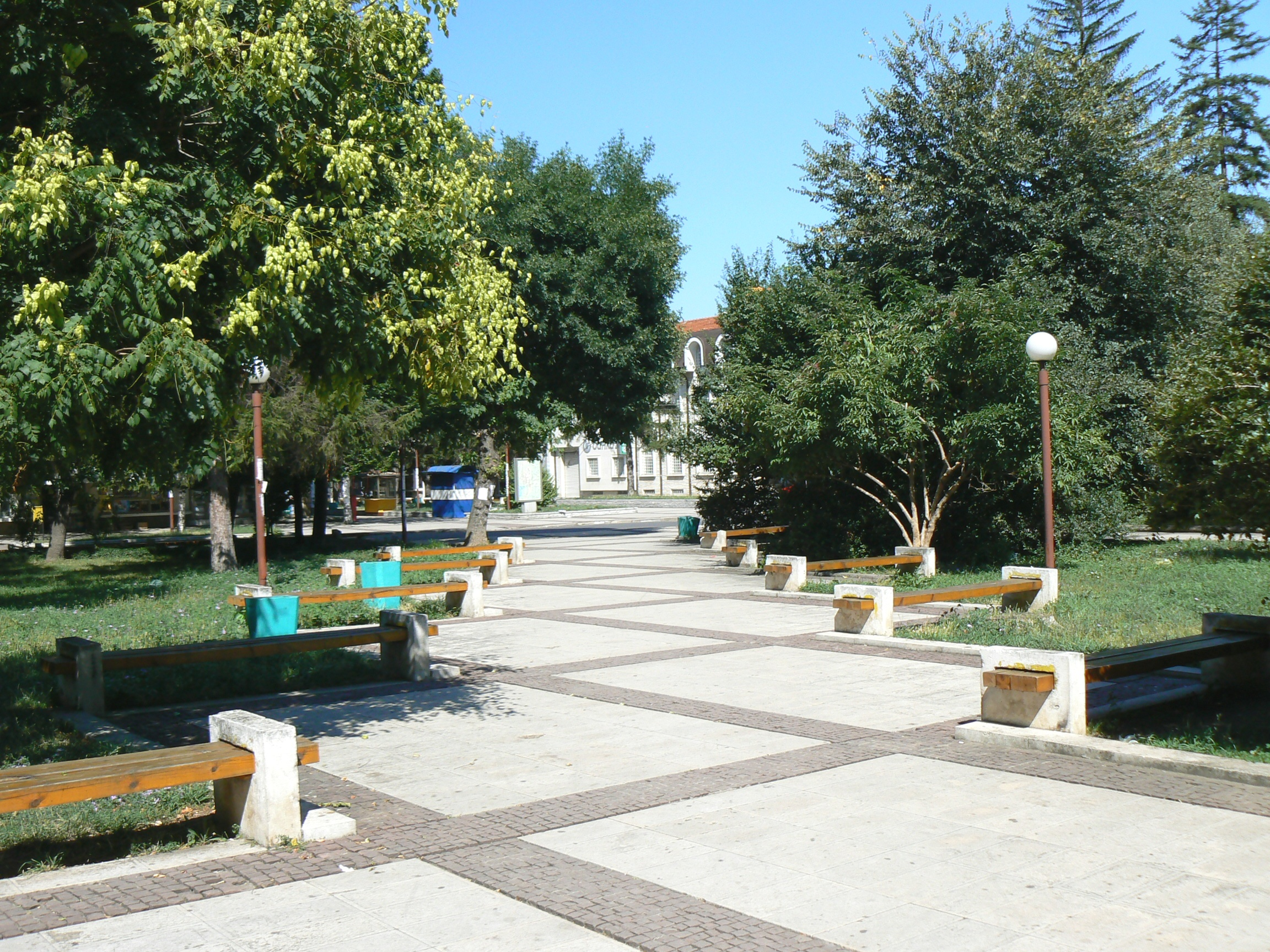
Park an der Kyrill-und-Method-Kirche

Montana [monˈtanɐ] (bulgarisch Монтана) ist eine Stadt im Nordwesten von Bulgarien.
Ab 1890 nannte sich die Stadt Ferdinand nach Ferdinand von Bulgarien, der ihr das Stadtrecht verlieh. Seit 1944 hieß sie Michailowgrad nach Christo Michailow (1893–1944) und trägt seit 1993 wieder den Namen Montana.

## Geschichte
Montana war ursprünglich eine thrakische Siedlung und gehörte später zum Territorium des Römischen Reiches. Es hatte den römischen Namen Municipium Montanensium (oder kurz: Montana).
Das Gebiet um Montana wurde 29 v. Chr. Teil der römischen Provinz Moesia superior (Obermösien). Um 160 n. Chr. erhielt das Militärlager Stadtrecht unter dem Namen Municipium Montanensium. Das Militärlager wurde wahrscheinlich auf dem Platz einer alten thrakischen Siedlung errichtet. Die Stadt wurde nach römischem Vorbild aufgebaut und entwickelte sich schnell, so dass sie nach Ratiaria die zweitwichtigste Siedlung in Obermösien wurde. In dieser Zeit wurde die Festung auf dem Hügel bei Montana errichtet, weiterhin öffentliche Gebäude, Tempel, Bäder, Theater. Montana verwandelte sich in eine typische Siedlung des Römischen Imperiums. Hier lebte die romanisierte örtliche Bevölkerung zusammen mit Einwohnern italischer und kleinasiatischer Herkunft. Die wirtschaftliche Grundlage bildeten die landwirtschaftlichen Großbetriebe, deren Besitzer aus dem Kernland des Römischen Reiches kamen und Villen auf ihren Ländereien errichten ließen. Auf diesen Ländereien verdiente sich die örtliche Bevölkerung ihren Lebensunterhalt in der Landwirtschaft. Eine weitere wirtschaftliche Grundlage war die Goldgewinnung auf dem Fluss Ogosta (bulg. Огоста). In der Stadt gab es auch eine Bevölkerungsgruppe mit griechischen Wurzeln, die aus weiter östlich gelegenen Gebieten stammte. Es waren hauptsächlich Handwerker und Geldverleiher. Als Beschützer der Stadt wurden die Göttin Diana und der Gott Apollon ernannt.
Zwischen 440 und 490 n. Chr. wurde das heutige Nordwestbulgarien von den Einfällen der Hunnen unter Attila und der Goten verwüstet und entvölkert. Zwischen 500 und 560 n. Chr. versetzten die Slawen und Awaren der griechisch-römischen Kultur der Region erneut einen verheerenden Schlag. Die sich neu ansiedelnden Slawen in der Region nannten die Siedlung Kutlowiza (bulg. Кутловица). Während des Ersten und Zweiten Bulgarenreiches wurde die Siedlung wieder aufgebaut und wurde zum Zentrum der Diözese.
Nach der Einnahme von Kutlowiza durch die Türken wurde die Siedlung völlig zerstört und deshalb von den Bewohnern aufgegeben. Wegen der guten strategischen Lage von Türken besiedelt, erlebte die Siedlung zwischen 1450 und 1688 eine neue Blüte als eine typische orientalische Stadt. Es wurden zwei Moscheen erbaut, ein Bad, Springbrunnen und neue Gebäude. Der Aufstand von Tschiprowzi und seine Niederschlagung unter Beteiligung von Türken aus Kutlowiza festigen das Bild von Kutlowiza als eine osmanische Insel und Vorposten gegen den österreichisch-habsburgischen Einfluss im 18. und 19. Jahrhundert.
Während der Zeit der Befreiung von der türkischen Herrschaft gab es in der Stadt rein türkische Stadtviertel mit ca. 600 Einwohnern, während ansonsten 50 Bulgaren und 100 Roma in den anderen Vierteln lebten. Nach der Befreiung setzte eine starke Zuwanderung nach Kutlowiza ein. In einer ersten Welle kommen Bauern aus Belimel (bulg. Белимел) und Mitrowzi (bulg. Митровци). In einer zweiten großen Welle Einwohner aus dem Gebiet um Berkowiza. Nach 1912 (Balkankriege) kommen Umsiedler aus den Gebieten um Zaribrod (bulg. Цариброд), Godetschko (Годечко), Sofia, Trojan und aus Makedonien. Nach 1944 kommt es zu einem starken Zuzug aus allen Dörfern des damaligen Bezirks Michailowgrad.
Zusammen mit dem Zuzug der Bevölkerung erlebte die Stadt ihre wirtschaftliche Blüte nach 1878. Die Stadt wurde elektrifiziert, ein Bahnhof wurde gebaut, sowie Post, Krankenhaus, Messe und Kulturzentrum.
Im sozialistischen Bulgarien (nach dem 9. Sept. 1944) wurden eine Akkumulatorfabrik, zwei Maschinenbaubetriebe, eine Spinnerei und weitere Betriebe für Instrumentenbau, Bodenkeramiken, Sanitärtechnik errichtet.
Die Stadt ist seit 2005 Namensgeber für das Montana Bluff, einen Berg auf der Livingston-Insel in der Antarktis.

## Städtepartnerschaften
- Banská Bystrica, Slowakei
- Schmalkalden, Deutschland Freundschaft des deutschsprachigen Gymnasiums in Montana mit dem Schmalkalder Gymnasium
- Schytomyr, Ukraine
- Pirot, Serbien
- Dserschinski, Russland[1]
- Krynica-Zdrój, Polen
- Agurain/Salvatierra, Spanien
- Gudja, Malta, seit 2006
- Surakarta, Indonesien

## Kultur und Sehenswürdigkeiten
- Theater „Dragomir Assenow“
- Historisches Museum

## Persönlichkeiten
- Plamena Getowa (* 1953), Schauspielerin
- Stilian Petrow (* 1979), Fußballspieler
- Neli Rangelowa (Нели Рангелова, * 1958) Sängerin
- Teodor Todorow (* 1989), Volleyballspieler
- Denis Dimitrow (* 1994), Sprinter
- Iwajlo Iwanow (* 1994), Judoka